# Meysembourg
Meysembourg (lb. Meesebuerg, niem. Meysemburg) – wieś (Uertschaft) we wschodnim Luksemburgu, w kantonie Mersch, w gminie Larochette. Do 3 października 2015 miejscowość leżała w dystrykcie Luksemburg. Liczy jednego mieszkańca (31 grudnia 2022). 